# Onorificenze rumene
Elenco delle onorificenze e degli ordini di merito e cavallereschi distribuiti dalla Romania, sia durante il periodo regio che durante quello repubblicano.

## Repubblica di Romania

### Ordini cavallereschi
| Nastro | Onorificenza                                                         |
| ------ | -------------------------------------------------------------------- |
|        | Ordine della Stella di Romania                                       |
|        | Ordine del Fedele Servizio                                           |
|        | Ordine al merito                                                     |
|        | Ordine della vittoria della rivoluzione rumena del dicembre del 1989 |

## Medaglie militari e di benemerenza
| Nastro | Onorificenza                                 |
| ------ | -------------------------------------------- |
|        | Medaglia alla virtù militare                 |
|        | Medaglia alla virtù aeronautica              |
|        | Medaglia alla virtù marittima                |
|        | Medaglia al valore e alla fedeltà            |
|        | Medaglia al merito agricolo                  |
|        | Medaglia al merito culturale                 |
|        | Medaglia al merito diplomatico               |
|        | Medaglia al merito industriale e commerciale |
|        | Medaglia al merito dell'educazione           |
|        | Medaglia al merito sanitario                 |
|        | Medaglia al merito sportivo                  |

## Medaglie commemorative
| Nastro | Onorificenza                                                                 |
| ------ | ---------------------------------------------------------------------------- |
|        | Croce commemorativa della seconda guerra mondiale                            |
|        | Croce commemorativa della resistenza anti-comunista                          |
|        | Medaglia commemorativa del 150º anniversario della nascita di Mihai Eminescu |

## Regno di Romania

### Ordini cavallereschi
| Nastro | Onorificenza                                      |
| ------ | ------------------------------------------------- |
|        | Ordine di Michele il Coraggioso                   |
|        | Ordine di Carol I                                 |
|        | Ordine della Stella di Romania                    |
|        | Ordine della Corona                               |
|        | Ordine di Ferdinando I                            |
|        | Ordine al merito                                  |
|        | Ordine della casata principesca di Hohenzollern   |
|        | Ordine ai benemerenti della casa reale di Romania |
|        | Ordine di San Giorgio                             |
|        | Ordine al merito agricolo                         |
|        | Ordine del Fedele Servizio                        |
|        | Ordine alla virtù aeronautica                     |
|        | Ordine della croce della regina Maria             |

### Medaglie di merito e di benemerenza
| Nastro | Onorificenza                               |
| ------ | ------------------------------------------ |
|        | Croce della regina Elisabetta              |
|        | Croce al merito sanitario                  |
|        | Medaglia per l'attraversamento del Danubio |